# Pteromeris nuculina
Espèce
Pteromeris nuculina est une espèce éteinte de mollusques bivalves du genre Pteromeris ayant vécu au Miocène.